# Elsteren
Elsteren is een buurtschap in de gemeente Bergen in de Nederlandse provincie Limburg. Het ligt iets ten zuidwesten van het dorp Well, waar het historisch onder valt. De eerste vermelding is in 1251 wanneer de weduwe Mechteld van Geysteren met haar zoon Ludolf, voogd van Straelen, een rente schenken aan het klooster Bethlehem te Doetinchem uit hun boerderij te Elsteren in de parochie Well.
In Elsteren staat centraal een oude boerderij met de naam Gulickshof, vernoemd naar de toenmalige laatmiddeleeuwse eigenaren Van Gulick.
Dorpen: Afferden · Nieuw Bergen · Siebengewald · Well · Wellerlooi

Buurtschappen en gehuchten: Aijen · Beekheuvel · Bergen · Bergsche Heide · Bleijenbeek · Bosscherheide · Elsteren · Gening · Groote Horst · Hengeland · Heukelom · Kamp · Kleine Horst · Knikkerdorp · Koekoek · Lakei · 't Leuken · Op de Belt · Rimpelt · Smal · Tuindorp · Vrij · Zeelberg